# Tripoli (1886)
Tripoli – krążownik torpedowy zbudowany dla włoskiej Regia Marina pod koniec lat 80. XIX wieku.
Okręt został zbudowany w stoczni Cantiere navale di Castellammare di Stabia w latach 1885–86. Był jedynym okrętem swojego typu, pierwszym włoskim nowoczesnym krążownikiem torpedowym. Zapewnił podstawę do skonstruowania jednostek typu Goito i Partenope, które zostały później zbudowane. Był uzbrojony w pięć wyrzutni torpedowych kal. 356 mm i zestaw dział. Mógł osiągać prędkość 17,5 węzła. „Tripoli” służbę spędził w składzie głównej floty włoskiej, gdzie głównie wypełniał zadania szkoleniowe w czasie pokoju. Został kilka razy zmodernizowany w czasie służby. W 1910 roku został przerobiony na stawiacz min, w tej roli służył przez kolejne trzynaście lat, w tym podczas I wojny światowej. Był najdłużej służącym krążownikiem torpedowym we flocie włoskiej. Po 36 latach służby został z niej wycofany w marcu 1923 roku.

## Projekt i budowa
„Tripoli” był pierwszym nowoczesnym krążownikiem torpedowym zbudowanym przez Regia Marina – wcześniej powstał krążownik „Pietro Micca”, ale miał on poważne wady konstrukcyjne i nie sprawdził się. Projekt „Tripoli” został przygotowany przez Benedetto Brina. Brin wcześniej zaprojektował kilka typów bardzo dużych okrętów pancernych (ang. ironclad), w tym „Caio Duilio” i jednostki typu Italia. Jednak w latach 80. XIX wieku zaczął wprowadzać w życie idee Jeune École, która podkreślała znaczenie małych, szybkich jednostek uzbrojonych w torpedy. Mogły one uszkodzić lub zniszczyć znacznie większe okręty kosztując ułamek ich ceny. Pomimo swojego eksperymentalnego projektu „Tripoli” udowodnił, że był znacznie bardziej udaną jednostką niż „Pietro Micca” i stanowił bazę do projektów kolejnych dwunastu krążowników typów Goito i Partenope.
Okręt miał długość między pionami 70 m (całkowitą 73,4 m), szerokość 7,88 m, średnie zanurzenie 3,65 m. Wyporność normalna wynosiła 835 ton metrycznych (822 długich ton; 920 krótkich ton) i 952 t (937 długich ton; 1,049 krótkich ton) przy wyporności pełnej. Okręt pierwotnie został wyposażony w dwa maszty palowe z lekkim ożaglowaniem, ale później maszty zostały usunięte. Załoga wahała się pomiędzy 105 a 111 ludzi.
Napęd składał się z trzech silników parowych, każdy napędzał pojedynczą śrubę napędową. Był pierwszym okrętem włoskim wyposażonym w układ z trzema śrubami napędowymi. Pary dostarczało sześć opalanych węglem kotłów, które oddawały spaliny przez dwa kominy. „Tripoli” mógł płynąć z prędkością maksymalną 17,5 węzła przy mocy 2543 ihp. Zasięg jednostki wynosił 1000 mil morskich przy prędkości 10 węzłów.
Główne uzbrojenie jednostki stanowiło pięć wyrzutni torpedowych kal. 356 mm. Dwie wyrzutnie były zamontowane na dziobie, dwie na śródokręciu, jedna na rufie. Okręt był także wyposażony w jedno działo kal. 120 mm L/32, sześć dział kal. 57 mm L/43, dwa działa kal. 37 mm L/20 i trzy wielolufowe działa Hotchkiss M1879 kal. 37 mm. Wszystkie działa były zamontowane na pojedynczych podstawach. W 1904 roku okręt został przezbrojony w jedno działo kal. 76 mm L/40, sześć dział kal. 57 mm L/40, jedno działo kal. 47 mm L/40, usunięto także dwie wyrzutnie torped. W 1910 roku „Tripoli” został przerobiony na stawiacz min – pozostałe wyrzutnie torpedowe zostały usunięte, zamontowano oprzyrządowanie do obsługi 64 min. Dodano też trzecie działo kal. 76 mm, usunięto natomiast wszystkie lekkie działa poza czterema działami kal. 57 mm. Okręt był wyposażony w pancerz pokładowy o grubości 38 mm.

## Służba
Stępkę jednostki położono w stoczni Cantiere navale di Castellammare di Stabia 10 czerwca 1885 roku. Prace postępowały szybko i zwodowano go 25 sierpnia 1886 roku. Wyposażanie zakończono 1 grudnia tego roku. Okręt wziął udział w corocznych manewrach floty w roku 1887, które rozpoczęły się 10 czerwca. „Tripoli” został przydzielony do eskadry atakującej, wraz z okrętami pancernymi „San Martino”, „Caio Duilio”, „Ancona”, krążownikiem pancernopokładowym „Giovanni Bausan” i kilkoma innymi okrętami. Pierwsza część ćwiczeń miała przetestować możliwość ataku i obrony Cieśniny Mesyńskiej. Została zakończona przed przeglądem floty dokonanym przez króla Umberto I 21 czerwca 1887 roku. Druga część ćwiczeń składała się z manewrów wraz z włoską armią. „Tripoli” i krążownik torpedowy „Folgore” otrzymały zadanie blokowania Livorno. Ćwiczenia trwały do 30 lipca. W 1888 roku okręt wziął udział w corocznych manewrach floty, wraz z pięcioma okrętami pancernymi, krążownikiem pancernopokładowym i krążownikami torpedowymi „Goito”, „Saetta”, „Folgore” i wieloma mniejszymi jednostkami. Ćwiczenia zakładały pływanie w ciasnym szyku i symulowany atak i obronę portu La Spezia. Później tego roku okręt był obecny podczas przeglądu floty dokonanego przez niemieckiego cesarza Wilhelma II w czasie jego wizyty we Włoszech.
„Tripoli” został przydzielony do 2. dywizjonu wraz z okrętem pancernym „Francesco Morosini”, krążownikiem pancernopokładowym „Ettore Fieramosca” i czterema torpedowcami. W 1895 roku „Tripoli” został przydzielony do 2. Departamentu Morskiego obejmującego Tarent i Neapol wraz z większością krążowników torpedowych włoskiej floty. Składało się na nie cztery jednostki typu Goito i osiem typu Partenope. W 1896 roku okręt wziął udział w corocznych manewrach w lipcu jako część 2. dywizjonu. W ćwiczeniach uczestniczyły także okręty pancerne „Francesco Morosini”, „Andrea Doria”, krążownik pancernopokładowy „Giovanni Bausan”.
Krążownik został wycofany ze służby w latach 1897–1898 w celu modernizacji. Wymieniono jego kotły na wyprodukowane przez niemiecką firmę Schichau AG, przebudowano także dziób z podwyższoną dziobówką i ścięto maszty. Okręt stacjonował w Neapolu w roku 1900, wraz ze starymi okrętami pancernymi „Regina Maria Pia”, „Castelfidardo”, „Affondatore”, krążownikiem pancernym „Marco Polo”, czterema krążownikami torpedowymi typu Goito i dwoma nowymi krążownikami typu Agordat. W 1910 roku „Tripoli” został przerobiony na stawiacz min, mógł przenosić 64 miny. Wraz z wybuchem wojny włosko-tureckiej we wrześniu 1911 roku „Tripoli” stacjonował wraz z „Goito” i „Montebello” w Wenecji. Żaden z okrętów nie brał udziału w walkach podczas wojny.
Na początku I wojny światowej Włochy zadeklarowały neutralność, ale do lipca 1915 roku Ententa przekonała Włochów do przystąpienia do wojny przeciw państwom centralnym. Admirał Paolo Thaon di Revel (szef marynarki włoskiej) wierzył, że zagrożenie ze strony austro-węgierskich okrętów podwodnych i min morskich w płytkich wodach Adriatyku jest zbyt poważne, by używać floty w sposób ofensywny. Revel zdecydował się wprowadzić w życie blokadę w relatywnie bezpieczniejszym rejonie południowego Adriatyku głównymi siłami floty, podczas gdy mniejsze jednostki przeprowadzały rajdy na austro-węgierskie okręty i instalacje. „Tripoli” pełnił służbę podczas wojny jako stawiacz min, wcielając w życie strategię Revela. Oficjalnie został przeklasyfikowany na stawiacz min 1 lipca 1921 roku, ale nie pozostał w służbie długo. Został skreślony z listy jednostek floty 4 marca 1923 roku i następnie rozebrany. W tym momencie był ostatnim krążownikiem torpedowym pozostającym w służbie włoskiej, przeżywając nawet krążowniki typu Agordat, które zostały zbudowane piętnaście lat po tym, jak „Tripoli” wszedł do służby.